# Cantó de Mesvres
El cantó de Mesvres és un cantó francès del departament de Saona i Loira, situat al districte d'Autun. Té 12 municipis i el cap és Mesvres.

## Municipis
- La Boulaye
- Brion
- Broye
- La Chapelle-sous-Uchon
- Charbonnat
- Dettey
- Laizy
- Mesvres
- Saint-Eugène
- Saint-Nizier-sur-Arroux
- La Tagnière
- Uchon

## Història
| Data d'elecció                           | Identitat        | Partit            | Qualitat |
| ---------------------------------------- | ---------------- | ----------------- | -------- |
| 1945-1960                                | Pierre Terrade   | radical           |          |
| 1960-1967                                | Jacques Grenaut  | PSU, després RI   |          |
| 1967-1979                                | Jean Chanliau    | FGDS, després MRG |          |
| 1979-                                    | Christian Gillot | PS                |          |
| les dades anteriors no són pas conegudes |                  |                   |          |
|                                          |                  |                   |          |

## Demografia
| A partir de 1990: Població sense dobles comptes |